# Zła krew
Zła krew – minialbum studyjny poznańskiego rapera Kaczora oraz białostockiego rapera PIHa. Wydawnictwo ukazało się 6 października 2017 roku. Płyta zadebiutowała także na szóstym miejscu zestawienia listy OLiS.

## Lista utworów
| Nr | Tytuł utworu                                                               | Długość |
| -- | -------------------------------------------------------------------------- | ------- |
| 1. | „Człowiek w ogniu” (Gościnnie: Lukasyno; Produkcja: Hice Beatz)            | 4:33    |
| 2. | „Zła krew” (Produkcja: Baltik Beatz)                                       | 3:34    |
| 3. | „Wypierdalaj” (Produkcja: The Returners)                                   | 4:11    |
| 4. | „Kiepski żart” (Gościnnie: Paluch; Produkcja: The Returners)               | 4:30    |
| 5. | „O każdy centymetr” (Produkcja: The Returners)                             | 4:29    |
| 6. | „Zapytam Ciebie” (Gościnnie: donGURALesko & Ero; Produkcja: The Returners) | 4:33    |
| 7. | „Zepsute Owoce” (Produkcja: RX)                                            | 4:20    |
|    |                                                                            | 30:10   |